# Château d'Éguilles
Le château d'Éguilles est un château situé à Éguilles, dans les Bouches-du-Rhône en France. Il fait office d'hôtel de ville.
Le château fait l’objet d’une inscription partielle au titre des monuments historiques depuis le 29 août 1984.